# Diplomystes
Diplomystes es un género de peces perteneciente a los Diplomystidae, una primitiva familia de peces gato (orden de los Siluriformes) endémica de Chile.

## Especies
A fecha de octubre de 2013 hay reconocidas tres especies dentro de este género:
- Diplomystes camposensis Arratia, 1987
- Diplomystes chilensis (Molina, 1782) (Tollo)
- Diplomystes incognitus Arratia y Quezada-Romegialli, 2017.[2]
- Diplomystes nahuelbutaensis Arratia, 1987